# Air Mail Special
Az Air Mail Special 1940-ben született dzsessz-sztenderd dal. Leghíresebb, bravúros előadása Ella Fitzgeraldé, aki elejétől végig scattelve gyakorlatilag szöveg nélkül adja elő a művet az 1957-es Newport Jazz Festivalon.

## Híres előadói
A dalt története során Ella Fitzgeraldon kívül többek között Lionel Hampton, Oscar Peterson, a Benny Goodman Septet, Buddy DeFranco, Charlie Christian, Fletcher Henderson, Nikki Yanofsky is előadta.

## Film
1941-ben Air Mail Special címmel 30 perces musical készült. Count Basie, Jimmy Rushing, Jeanne Bayer, Winnie Johnson voltak a film szereplői.

## Érdekesség
Martiny Lajos kvintettjével is rögzítették 1957-ben – az egyik legelső magyar mikrolemezfelvételen – Air Mail Specialt.